# Christian August Thon
Christian August Thon (* 1. Januar 1755 in Kaltensundheim; † 19. Februar 1829 in Eisenach) war ein deutscher Jurist, Beamter und Politiker.

## Herkunft
Christian August Thon war der älteste Sohn von Heinrich Christian Kaspar Thon (* 20. April 1730 in Ostheim vor der Rhön; † 10. November 1807 ebenda), Hofrat und Amtmann des Justizamtes Lichtenberg, dessen jüngster Bruder Johann Carl Salomo Thon (1751–1830) war. Seine Mutter war Julia Christina Regina Heuchelin (* 16. April 1728 in Kaltensundheim; † 17. März 1795 in Ostheim vor der Rhön), eine Tochter des Amts- und Polizeikommissars Heuchelin.
Seine Geschwister waren:
- Heinrich Christoph Thon (* 15. November 1756 in Kaltensundheim; † 11. Dezember 1835 in Eisenach); wirklicher Rat;
  - Theodor Thon (1792–1838), Professor in Jena;
- Johann Wilhelm Thon (eigentlich „Hartwig Johann Wilhelm“; * 21. Februar 1759 in Ostheim vor der Rhön; † 13. Februar 1834 in Nürnberg), Salinendirektor in Schwäbisch Hall, zuletzt Privatbankier in Nürnberg;
- Georg Philipp Friedrich Thon (* 21. März 1761 in Ostheim vor der Rhön; † 27. Mai 1834 in Burgsinn), Großherzoglicher sächsischer wirklicher Rat;[2]
- Carl Christian Thon (* 19. Februar 1763 in Ostheim vor der Rhön; † 10. August 1831 in Regensburg); Kaufmann; wurde gemeinsam mit seinem Schwiegervater Georg Friedrich von Dittmer durch Kaiser Franz II. im Jahr 1800 in den Reichsfreiherrenstand erhoben und erhielt den Namen „von Thon-Dittmer“. Ihm gehörte später das Thon-Dittmer-Palais in Regensburg.[3]
  - Gottlieb von Thon-Dittmer (1802–1853) wurde Politiker in Bayern.
- Juliana Christiana Thon (* 29. März 1765; † 31. Mai 1825), verheiratet mit Johann Christian Ernst Genssler (1758–1846), Konsistorialrat in Jena und Superintendent in Ostheim;
- Wilhelmina Helena Friederica Thon (* 28. Juni 1770 in Ostheim vor der Rhön; † nach 1805);
- Justina Susanna Sophie Thon (* 4. Oktober 1772 in Ostheim vor der Rhön; † 5. Dezember 1823 ebenda), verheiratet mit Johann Michael Geheeb (1765–1817)[4], Pfarrer in Völkershausen und in Seebach bei Farnroda.

## Leben
Christian August Thon besuchte ab 1767 das königliche Pädagogium in Halle, dort schloss er eine lebenslange Freundschaft mit dem späteren Direktor und Kanzler der Universität Halle, August Hermann Niemeyer.
1771 begann Christian August Thon sein Jura-Studium an der Universität Halle, kehrte aber bereits 1772 wieder nach Hause zurück und erhielt mit anderen angehenden Juristen Unterricht bei seinem Vater. Anschließend besuchte er ab 1773 die Universität Jena und promovierte 1775.
1776 kehrte er in seine Heimat zurück und erhielt am 9. Mai 1777 das Prädikat als Hofadvokat. Auf Einladung arbeitete er dann einige Jahre beim Hofrat und ritterschaftlichen Konsulenten Johann Christoph Brenner (1733–1798) in Schweinfurt. 1783 übernahm er als Assistent des Ministerpräsidenten und Ritterhauptmanns Freiherr Friedrich Carl von Lichtenstein (1722–1790) in Gotha die Stelle eines ritterschaftlichen Sekretärs. Daraufhin rief ihn sein Landesherr Ernst II. in das Regierungskollegium in Weimar als Assessor; diesem Ruf folgte er jedoch nicht, weil ihm eine lukrativere Stelle in Aussicht gestellt, diese aber doch nicht realisiert wurde. 1788 bewarb er sich um eine Stelle im Regierungskollegium in Eisenach. Dort war durch den Tod des Hof- und Regierungsrates Johann August von Hellfeld eine Vakanz entstanden, und Christian August Thon wurde mit Dekret vom 27. August 1788 zum Regierungsrat in Eisenach ernannt. Am 16. Juli 1791 folgte die Beförderung zum Hofrat. Am 11. Juni 1802 wurde er zum wirklich Geheimen Assistenzrat mit Sitz und Stimme im Geheimen Konsilium von Sachsen-Weimar-Eisenach in Weimar ernannt. Weil er jedoch in die Heimat zurückkehren wollte, nutzte er die Gelegenheit, die sich durch den Tod des Geheimrats und Vizekanzlers Johann Ludwig Freiherr von Mauchenheim genannt von Bechtolsheim (1725–1806) bot: Am 12. September 1806 wurde er zum Vizekanzler und zum Oberkonsistorial-Direktor in Eisenach ernannt. Als die Stelle des Kanzlers und Chef des Regierungskollegium frei wurde, rückte er als Nachfolger am 7. September 1814 nach, gleichzeitig wurde er Chef der Landespolizei-Direktion, hierfür wurden seine Aufgaben als Oberkonsistorialrat an seinen Onkel, den Geheimrat Johann Carl Salomo Thon (1752–1830) übergeben. Am 3. September 1825 erhielt Christian August Thon anlässlich des Regierungs-Jubiläums die Ernennung zum Geheimrat.

## Familie
Er war seit dem 26. Juli 1791 mit Christina Barbara Caroline (* 4. September 1769 in Eisenach; † 9. November 1857 ebenda) verheiratet, eine Tochter des Kaufmanns Eichel aus Eisenach. Sie hatten gemeinsam drei Söhne und eine Tochter.
Sein ältester Sohn war Ottokar Thon (* 18. April 1792; † 16. März 1842), der zwischen 1836 und 1841 den Zoll- und Handelsverein der Thüringischen Staaten auf allen Generalkonferenzen des Deutschen Zollvereins als Bevollmächtigter vertrat. Nach dessen Tod übernahm sein jüngster Bruder, der spätere Staatsminister Gustav Thon (1805–1882) diese Funktion. Sein zweiter Sohn war Karl Thon (1795–1880), der Kammerpräsident in Sachsen-Weimar-Eisenach wurde, diese Position aber 1848 niederlegen musste.

## Auszeichnungen
- Am 30. Januar 1816 wurde ihm das Ritterkreuz des großherzoglichen Hausorden vom weißen Falken verliehen.[11]
- Am 5. Juli 1818 wurde ihm, anlässlich der Taufe des späteren Erbgroßherzogs Carl Alexander, das Komturkreuz des Hausorden vom weißen Falken verliehen.[12]

## Werke
- De effectu fori concursus creditorum universalis ratione bonorum territorii alieni. Dissertation Jena 1775. Digitalisat.